# Ilha Real
Ilha Real (em francês: Île Royale) é uma das ilhas da Salvação na costa da Guiana. É a maior das três ilhas do arquipélago. Depende da cidade de Caiena como as outras duas ilhas, embora estejam mais perto de Kourou e sejam visíveis a partir da praia.
Uma trilha percorre a ilha. Outras trilhas acessíveis ao público podem ser exploradas.

## História
A lei de 31 de março de 1931 fez de Île Royale o lugar da simples deportação, sendo a Ilha do Diabo usada para deportação para um recinto fortificado (de acordo com a distinção estabelecida pela lei de junho de 1850). Hoje, há uma igreja, uma pousada (anteriormente a casa do diretor da prisão no topo da ilha), um museu e uma estação de gendarmeria na ilha.
O Centro Espacial da Guiana (CSG), proprietário da ilha, instalou em 1968 um sistema óptico-odolítico, de rastreamento e observação de lançadores, substituído desde 1995 por um cinetélescope. O CSG também participa da restauração dos vestígios da prisão.
A ilha é evacuada como precaução durante os lançamentos, pois faz parte da trajetória dos foguetes.